# Верховная рада Украины VIII созыва
Верховная рада Украины VIII созыва — однопалатный парламент Украины, избранный на выборах 26 октября 2014 года.
В состав вошли представители шести политических партий по пропорциональной системе, четырёх по мажоритарной системе и 96 самовыдвиженцев. На момент 2019 года сформировано 8 депутатских фракций, независимых депутатов — 61.
Первое заседание Верховной рады VIII созыва прошло 27 ноября 2014 года. Срок её полномочий заканчивался 29 августа 2019 года.
21 мая 2019 года Президент Украины Владимир Зеленский подписал Указ о досрочном прекращении полномочий Верховной рады VIII созыва.

## Результаты выборов
На момент избрания распределение депутатов по партиям является следующим:
| — | Партия                           | Руководитель      | Кол-во депутатов | Доля голосов | Мажоритарные кандидаты |
| - | -------------------------------- | ----------------- | ---------------- | ------------ | ---------------------- |
|   | Блок Петра Порошенко             | Юрий Луценко      | 133              | 21,82 %      | 70                     |
|   | «Народный фронт»                 | Арсений Яценюк    | 82               | 22,14 %      | 18                     |
|   | «Самопомощь»                     | Олег Березюк      | 33               | 10,97 %      | 1                      |
|   | «Оппозиционный блок»             | Вадим Новинский   | 29               | 9,43 %       | 2                      |
|   | «Радикальная партия Олега Ляшко» | Олег Ляшко        | 22               | 7,44 %       | 0                      |
|   | «Батькивщина»                    | Юлия Тимошенко    | 19               | 5,68 %       | 2                      |
|   | «Свобода»                        | Андрей Ильенко    | 6                |              | 6                      |
|   | «ЗАСТУП»                         | Валерий Давыденко | 1                |              | 1                      |
|   | «Правый сектор»                  | Дмитрий Ярош      | 1                |              | 1                      |
|   | «Воля»                           | Юрий Деревянко    | 1                |              | 1                      |
|   | Самовыдвиженцы                   |                   | 96               |              | 96                     |
|   | Вакантные места                  |                   | 27               |              | 27                     |

### Выборы в Крыму и на территориях Донбасса
Выборы не проводились в избирательных округах № 1—10, располагающихся на спорной территории Крыма и в округах № 224 и 225 города Севастополя в связи с тем, что территория полуострова находится под контролем России.
Кроме того, из-за вооружённого конфликта на востоке Украины невозможно было провести выборы в округах № 41, 42, 43, 44, 51, 54, 55, 56, 61 Донецкой и округах № 104, 105, 108, 109, 110, 111 Луганской областей.

## Состав

### Народные депутаты
По состоянию на 20 мая 2019 года согласно официальному сайту Верховной рады Украины:
| — | Фракция                        | Руководитель       | Кол-во депутатов | Доля голосов |
| - | ------------------------------ | ------------------ | ---------------- | ------------ |
|   | «Блок Петра Порошенко»         | Артур Герасимов    | 127              | 30,1 %       |
|   | «Народный фронт»               | Максим Бурбак      | 79               | 18,7 %       |
|   | Оппозиционный блок             | Вадим Новинский    | 39               | 9,2 %        |
|   | «Самопомощь»                   | Олег Березюк       | 25               | 5,9 %        |
|   | «Возрождение»                  | Виталий Хомутынник | 25               | 5,9 %        |
|   | Радикальная партия Олега Ляшко | Олег Ляшко         | 21               | 5 %          |
|   | Батькивщина                    | Юлия Тимошенко     | 21               | 5 %          |
|   | «Воля народа»                  | Ярослав Москаленко | 17               | 4 %          |
|   | Внефракционные депутаты        | —                  | 68               | 16,1 %       |
|   | Всего избрано                  |                    | 423              | 100 %        |

### Комитеты Верховной рады
4 декабря 2014 года Верховная Рада Украины приняла проект постановления о создании 27 комитетов, поддержанный 270 нардепами при 226 минимально необходимых голосах. Также были утверждены их новые руководители. Однако главы трёх комитетов: по вопросам финансов и банковской деятельности, по вопросам регламентной политики и вопросам строительства, градостроительства и жилищно-коммунального хозяйства были выбраны позже.
Распределение:
- «Блок Петра Порошенко» — 10 комитетов.
  - Комитет по вопросам аграрной политики и земельных отношений (Тарас Кутовой).
  - Комитет по вопросам бюджета (Андрей Павелко).
  - Комитет по вопросам экологической политики, природопользования и ликвидации последствий Чернобыльской катастрофы (Николай Томенко).
  - Комитет по вопросам европейской интеграции (Ирина Геращенко).
  - Комитет по вопросам здравоохранения (Ольга Богомолец).
  - Комитет по вопросам инвалидов и ветеранов (Александр Третьяков).
  - Комитет по вопросам семьи, молодёжной политики, спорта и туризма (Артур Палатный).
  - Комитет по вопросам транспорта и связи (Ярослав Дубневич).
  - Комитет по вопросам налоговой и таможенной политики (Роман Насиров).
  - Комитет по вопросам правовой политики и правосудия (Руслан Князевич).
- «Народный фронт» — 7 комитетов.
  - Комитет по вопросам экономической политики (Андрей Иванчук).
  - Комитет по вопросам культуры и духовности (Николай Княжицкий).
  - Комитет по вопросам науки и образования (Лилия Гриневич).
  - Комитет по вопросам национальной безопасности и обороны (Сергей Пашинский).
  - Комитет по вопросам топливно-энергетического комплекса, ядерной политики и ядерной безопасности (Николай Мартыненко).
  - Комитет по вопросам свободы слова и информации (Виктория Сюмар).
  - Комитет по вопросам социальной политики и труда (Людмила Денисова).
- «Самопомощь» — 3 комитета.
  - Комитет по вопросам борьбы с организованной преступностью и коррупцией (Егор Соболев).
  - Комитет по иностранным делам (Анна Гопко).
  - Комитет по вопросам информатизации и информационных технологий (Александр Данченко).
- «Радикальная партия» — 3 комитета.
  - Комитет по вопросам промышленной и инвестиционной политики (Виктор Галасюк).
  - Комитет по вопросам финансов и банковской деятельности (Сергей Рыбалка[5]).
  - Комитет по вопросам строительства, градостроительства и жилищно-коммунального хозяйства (Сергей Скуратовский[6]).
- «Батькивщина» — 3 комитета.
  - Комитет по вопросам законодательного обеспечения правоохранительной деятельности (Андрей Кожемякин).
  - Комитет по правам человека (Григорий Немыря).
  - Комитет по вопросам государственного строительства, региональной политики и местного самоуправления (Сергей Власенко).
- Внефракционные депутаты — 1 комитет.
  - Специальная контрольная комиссия по вопросам приватизации (Борис Филатов).

### Неформальные депутатские объединения
Начиная с 4 декабря 2014 года в парламенте начали возникать следующие неформальные межфракционные объединения народных депутатов:
- «Крым» (председатель — народный депутат Украины Алексей Гончаренко);
- «Закарпатье» (Валерий Пацкан);
- ВО «Свобода» (Андрей Ильенко);
- «Привлечение и защита инвестиций» (Наталья Кацер-Бучковская);
- За достройку национальной детской специализированной больницы «Охматдет» (Оксана Корчинская);
- «Равные возможности» (сопредседатели — Мария Ионова, Елена Кондратюк и Лилия Гриневич);
- "Ветераны Афганистана и участники других боевых действий «За будущее» (Сергей Куницын);
- «За цифровое будущее Украины» (сопредседатели — Ольга Белькова и Александр Данченко);
- «Буковина» (Оксана Продан);
- «Запорожская Сич»;
- «Украинская оппозиция» (Дмитрий Ярош);
- «Дружба с ЕС»;
- «Прикарпатье»;
- «За Славщину»;
- «Самооборона Майдана»;
- «За национальное патриотическое воспитание» (Игорь Артюшенко);
- «Обеспечение прав человека» (Александр Фельдман);
- «Мажоритарщики Украины» (Антон Яценко);
- «За возвращение Крыма» (Юлий Мамчур);
- «Еврооптимисты» (Сокоординаторы — Иванна Климпуш-Цинцадзе, Наталья Кацер-Бучковская, Виктория Пташник и Алексей Рябчин. Сокоординаторы будут меняться в феврале и сентябре);
- «За профсоюзы» (Сергей Каплин);
- «Депутатское объединение по реформированию налогового, таможенного и земельного законодательства Украины» (Руслан Сольвар);
- «За трезвое будущее» (Михаил Головко).

## Подготовка к первому заседанию

### Состав подготовительной депутатской группы
После выборов народных депутатов была создана специальная депутатская группа для подготовки к первому заседанию.
- Председатель группы — Владимир Гройсман (квота списка Блока Порошенко)
- Заместитель председателя — Оксана Сыроед («Самопомощь»)
- Секретарь — Павел Пинзеник («Народный фронт»)

Состав временного президиума:
- Владимир Гройсман (Блок Порошенко)
- Андрей Парубий («Народный фронт»)
- Олег Лаврик («Самопомощь»)
- Александр Вилкул («Оппозиционный блок»)
- Юрий Шухевич («Радикальная партия»)
- Андрей Кожемякин («Батькивщина»).

Группой, помимо прочего, было одобрено решение принять рукописный текст присяги находящейся в московском СИЗО депутата от ВО «Батькивщина» Надежды Савченко.
Также группа определила размещение фракций в сессионном зале (расположение от спикера):
- Весь правый ряд — «Блок Порошенко» (в прошлом созыве — фракция «УДАР»)
- Центр зала — «Народный фронт»
- Последние ряда слева — «Оппозиционный блок».
- Первые левые места — «Батькивщина»
- Первые левые места — «Радикальная партия Олега Ляшко».
- «Самопомощь» — места, ранее занимаемыми коммунистами.

## Законодательная деятельность

### 2014 год. Формирование коалиции «Европейская Украина»
Первое заседание 27 ноября 2014 года открыл председатель прошлого созыва Александр Турчинов. Народные депутаты почтили память людей, погибших в 2014 году в ходе вооружённого конфликта на востоке Украины, минутой молчания; затем коллективно приняли присягу. Причём депутаты отказались приносить присягу по процедуре, установленной 79 статьёй Конституции Украины: текст присяги зачитывал Турчинов вместо самого старшего избранного депутата Звягильского.
Рада избрала председателем Владимира Гройсмана (359 голосов «за» при 3 воздержавшихся) и утвердила кандидатуру Арсения Яценюка на пост премьер-министра Украины (341 голос «за», 2 — «против» при 7 воздержавшихся), поручив ему до 2 декабря 2014 года сформировать правительство. С внеочередным посланием к парламенту выступил Президент Украины Пётр Порошенко. Новый состав правительства был утверждён голосами 288 депутатов 2 декабря 2014 года.
В тот же день была создана правящая коалиция «Европейская Украина». Коалицию создали фракции «Блока Петра Порошенко», «Народного фронта», «Самопомощи», Радикальной партии Олега Ляшко и «Батькивщины». Всего в её состав вошли 302 народных депутата, таким образом сформировав конституционное большинство в парламенте.
23 декабря парламент внёс изменения в законы «Об основах внутренней и внешней политики» и «Об основах национальной безопасности Украины», предусматривающие отказ от внеблокового статуса. За законопроект, внесённый 18 декабря президентом Украины Петром Порошенко, проголосовали 303 депутата. Отказ был продиктован политикой Российской Федерации в отношении Украины в рамках Крымского кризиса и вооружённого конфликта на востоке страны.
В 4:24 утра 30 декабря 2014 года по киевскому времени 233 голосами народных депутатов был принят госбюджет на 2015 год с дефицитом на уровне 63,669 млрд гривен или 3,7 % ВВП.

### 2015 год
В январе 2015 года депутаты Верховная рада Украины VIII созыва подняли собственные оклады и оклады своим помощникам с 5600 до 8526 грн. Наряду с этим Владимир Гройсман подписал распоряжение о сокращении численности аппарата ВР на 12 % (80 человек), а также обязал народных депутатов обнародовать декларации о доходах. С 1 апреля 2015 года по распоряжению спикера Владимира Гройсмана, размер зарплаты депутатов парламента составил 6109 гривен (средняя зарплата в Киеве).
27 января Рада приняла 270 голосами «за» постановление об обращении к мировому сообществу про признание России государством-агрессором.
5 февраля 2015 года Верховная Рада голосами 365 депутатов поддержала отмену неприкосновенности народных депутатов и судей. Теперь законопроект отправлен в Конституционный суд Украины для проверки на соответствие Конституции Украины. После вердикта суда законопроект возвращается в парламент, где его должны заново рассмотреть. Для принятия законопроекта будет необходимо минимум 2/3 от конституционного состава Рады (300 голосов).
17 марта 2015 года Рада приняла Постановление о признании отдельных районов Донецкой и Луганской областей временно оккупированными территориями (280 голосов «за»).
31 августа Рада приняла в первом чтении предложенные президентом Порошенко поправки к Конституции Украины о децентрализации власти (закон № 2217а). «За» проголосовали 265 депутатов, «против» — 87, в том числе фракции Радикальной партии и Батькивщины в полном составе и большинство фракции «Самопомощь». Принятие поправок вызвало беспорядки у здания Верховной Рады. В результате беспорядков, возникших при проведении митинга у Верховной Рады против децентрализации власти, были ранены 141 человек, а четверо бойцов Национальной гвардии погибли.
1 сентября 2015 года Олег Ляшко объявил о выходе РПЛ из коалиции и переходе в оппозицию в связи с принятием Верховной радой в первом чтении указанных изменений в Конституцию Украины. В связи с этим в отставку подали выдвинутые партией председатели трёх комитетов Верховной Рады и вице-премьер в правительстве.
3 сентября 2015 года был принят закон об обязательном раскрытии имён конечных бенефициаров украинских средств массовой информации. Также был осуществлён запрет участвовать в создании украинских СМИ юридическим и физическим лицами, зарегистрированным в оффшорах, или резидентам страны-агрессора. 10 сентября закон был подписан президентом Украины.
В октябре 2015 года приняла закон о финансировании политических партий на Украине из госбюджета, согласно которому с 1 января 2016 года вводится государственное финансирование партий пропорционально уровню их поддержки на выборах (не менее 2 % голосов избирателей после следующих парламентских выборов, до этого — не менее 5 %). В среднем на месяц украинский гражданин будет выделять 80 копеек в месяц на все политические партии, также установлены ограничения для финансирования: 400 минимальных заработных плат для физического лица, и 800 — для юридического. При этом предусмотрено, что партии должны публично отчитаться о том, кто именно дал им деньги (с указанием фамилии и имени, адреса регистрации) и сколько.
В 4:04 утра 25 декабря 2015 года 263 голосами был принят госбюджет на 2016 год с согласованным с МВФ дефицитом в 83,69 млрд грн или 3,7 % ВВП.

### 2016 год
В феврале 2016 года правящая парламентская коалиция «Европейская Украина» распалась.

10 апреля Арсений Яценюк объявил о своём уходе в отставку с поста премьер-министра Украины. 14 апреля Верховная Рада Украины утвердила его отставку. Новым премьер-министром избран спикер Верховной рады Владимир Гройсман. Новым спикером рады стал Андрей Парубий. Была сформирована новая правительственная коалиция, состоящая из Блока Петра Порошенко и «Народного фронта».

### 2018 год
15 марта 2018 года Людмила Денисова избрана омбудсменом Верховной Рады Украины.

### 2019 год
7 февраля 2019 года конституционным большинством в 334 голоса в Конституцию Украины были внесены поправки, закрепляющие стратегический курс на приобретение полноправного членства в Евросоюзе и НАТО.
В ходе инаугурационной речи новый президент Украины Владимир Зеленский объявил о роспуске парламента из-за низкого доверия граждан и отсутствия коалиции. За несколько дней до этого «Народный фронт» вышел из коалиции с БПП, чем заблокировал возможный роспуск парламента из-за появившегося времени на формирование нового большинства. 11 июня конституционный суд по обращению 62 депутатов начал рассматривать вопрос о конституционности роспуска парламента, 20 июня данная инстанция поддержала решение президента.
11 июля 2019 года, в предпоследний день работы текущего созыва, Верховная Рада приняла новый избирательный кодекс, существенно меняющий процесс выборов:
- на парламентских выборах отменяются одномандатные округа, которые продолжат действовать на нижних уровнях местных выборов (при этом от одного округа будет сразу несколько депутатов-победителей). Новая система будет действовать и на местных выборах на уровне областных, районных советов и советов крупных городов (областных центров и городов с более 90 000 избирателями. На данный момент таких населённых пунктов — 70))
- общенациональный партийный список делится на 27 региональных списков (по два участка получили Днепропетровская область и Киев),
- в региональных списках есть женская квота (30 %),
- на выборах избиратель голосует как за политическую партию, так и за её конкретного кандидата. Последний будет конкурировать как с представителями других политических сил, так и с однопартийцами из других регионов
- по итогам выборов ЦВК с помощью специальных формул определяет победителей с учётом проходного барьера в 5 %, избирательной квоты (цены одного мандата в голосах) и компенсационных мандатов для лидеров партии

## Ранее планируемые реформы
11 декабря 2014 года правительство Яценюка предложило сократить число депутатов до 150 человек. Согласно расчётам это поможет сэкономить 424 млн гривен (около 26 млн долларов). В рамках отдельной программы реформ, правящая коалиция предлагала отменить депутатскую неприкосновенность.
В Верховной Раде обезличенное голосование (известное как «кнопкодавство») было серьёзной проблемой на протяжении нескольких лет. В ходе первой сессии нового созыва были также зафиксированы случаи подобного депутатского волеизъявления. Представители националистической партии «Свобода» предложили привлекать к уголовной ответственности уличённых в этом парламентариев и лишать их возможности участвовать в парламентских выборах. Члены «Блока Петра Порошенко» внесли законопроект о возможном лишении мандата в случае обезличенного голосования.

## Имущество депутатов
Согласно обнародованным декларациям за 2014 год, больше всего гривневых миллионеров во фракции БПП (27), затем следуют фракция Оппоблока (14), группа «Воля народа» (12), группа «Возрождение» (10), фракции «Народного фронта» (8), «Самопомощи» (8), РПЛ (3), «Батькивщины» (2), среди внефракционных их 12.